# Boux-sous-Salmaise
Boux-sous-Salmaise és un municipi francès, situat al departament de la Costa d'Or i a la regió de Borgonya - Franc Comtat. L'any 2007 tenia 142 habitants.

## Demografia

### Població
El 2007 la població de fet de Boux-sous-Salmaise era de 142 persones. Hi havia 68 famílies, de les quals 16 eren unipersonals (16 dones vivint soles i 16 dones vivint soles), 24 parelles sense fills, 16 parelles amb fills i 12 famílies monoparentals amb fills.
La població ha evolucionat segons el següent gràfic:
Habitants censats

### Habitatges
El 2007 hi havia 98 habitatges, 67 eren l'habitatge principal de la família, 21 eren segones residències i 10 estaven desocupats. Tots els 98 habitatges eren cases. Dels 67 habitatges principals, 58 estaven ocupats pels seus propietaris, 6 estaven llogats i ocupats pels llogaters i 3 estaven cedits a títol gratuït; 1 tenia dues cambres, 11 en tenien tres, 16 en tenien quatre i 39 en tenien cinc o més. 61 habitatges disposaven pel capbaix d'una plaça de pàrquing. A 39 habitatges hi havia un automòbil i a 23 n'hi havia dos o més.

### Piràmide de població
La piràmide de població per edats i sexe el 2009 era:
| Homes | Edats   | Dones |
| ----- | ------- | ----- |
| 0     | 95 o +  | 0     |
| 0     | 90 a 94 | 0     |
| 0     | 85 a 89 | 4     |
| 0     | 80 a 84 | 0     |
| 4     | 75 a 79 | 0     |
| 8     | 70 a 74 | 12    |
| 8     | 65 a 69 | 8     |
| 8     | 60 a 64 | 0     |
| 8     | 55 a 59 | 12    |
| 4     | 50 a 54 | 4     |
| 4     | 45 a 49 | 4     |
| 4     | 40 a 44 | 4     |
| 8     | 35 a 39 | 8     |
| 0     | 30 a 34 | 4     |
| 0     | 25 a 29 | 0     |
| 0     | 20 a 24 | 0     |
| 0     | 15 a 19 | 4     |
| 8     | 10 a 14 | 0     |
| 0     | 5 a 9   | 0     |
| 4     | 0 a 4   | 0     |

## Economia
El 2007 la població en edat de treballar era de 81 persones, 51 eren actives i 30 eren inactives. De les 51 persones actives 45 estaven ocupades (25 homes i 20 dones) i 6 estaven aturades (6 dones i 6 dones). De les 30 persones inactives 20 estaven jubilades, 5 estaven estudiant i 5 estaven classificades com a «altres inactius».

### Ingressos
El 2009 a Boux-sous-Salmaise hi havia 69 unitats fiscals que integraven 147 persones, la mediana anual d'ingressos fiscals per persona era de 16.293 €.

### Activitats econòmiques
Dels 2 establiments que hi havia el 2007, 1 era d'una empresa de construcció i 1 d'una empresa de serveis.
L'únic servei als particulars que hi havia el 2009 era un paleta.
L'any 2000 a Boux-sous-Salmaise hi havia 13 explotacions agrícoles que ocupaven un total de 1.560 hectàrees.

## Poblacions més properes
El següent diagrama mostra les poblacions més properes.